# Hondeghem
Hondeghem település Franciaországban, Nord megyében. Lakosainak száma 915 fő (2022. január 1.). Hondeghem Sainte-Marie-Cappel, Caëstre, Hazebrouck, Wallon-Cappel, Staple, Bavinchove, Oxelaëre, Cassel és Saint-Sylvestre-Cappel községekkel határos.

## Népesség
A település népességének változása:
| Lakosok száma | 972  | 989  | 996  | 951  | 932  | 934  | 922  | 913  | 915  |
|               | 2013 | 2015 | 2016 | 2017 | 2018 | 2019 | 2020 | 2021 | 2022 |